# Автомобильные дороги Никарагуа
Автомоби́льные доро́ги Никарагуа — сеть дорог на территории Никарагуа, объединяющая между собой населённые пункты и отдельные объекты, предназначенная для движения транспортных средств, перевозки пассажиров и грузов.

## История
Первые грунтовые дороги между поселениями появились на территории Никарагуа ещё в колониальный период, их современная конфигурация начала складываться после того, как в 1858 году столица страны была перенесена из города Леон в город Манагуа.
После начала «золотой лихорадки» в Калифорнии американский магнат Корнелиус Вандербильт 14 августа 1851 года создал транспортную компанию «Accessory Shipping Company» для доставки желающих переселиться в Калифорнию. На пароходе их доставляли из Нью-Йорка в порт Грейтаун на атлантическом побережье Никарагуа, затем перевозили на дилижансах в порт Сан-Хуан-дель-Сур на тихоокеанском побережье, откуда на пароходах отправляли в США. Компания построила 20 км шоссе к озеру Никарагуа и три причала на побережье, получила монопольное право на перевозки пассажиров и грузов по территории страны в обмен на ежегодные выплаты в бюджет страны (но после выплаты 10 тыс. песо за первый год платить перестала). После вторжения в 1855 году в Никарагуа армии наёмников У. Уокера имущество компании в стране было захвачено Уокером (в июне 1856 года объявившим себя президентом Никарагуа), в дальнейшем, в условиях начавшейся войны транспортные перевозки были дезорганизованы.
К 1892 году правительство страны организовало по двум дорогам движение запряженных волами повозок. В начале XX века Никарагуа имела слаборазвитую сеть грунтовых дорог.
В 1923 году на конференции американских государств было предложено построить дорогу, соединяющую все страны Северной и Южной Америки, в октябре 1925 года была проведена первая конференция по вопросу строительства Панамериканского шоссе, но начавшийся в 1929 году экономический кризис осложнил экономическое положение государств и работы над проектами строительства шоссе были отложены. 29 июля 1937 года 14 стран (в том числе, Никарагуа) подписали конвенцию о строительстве Панамериканского шоссе (однако даже в апреле 1939 года переговоры о точном местоположении трассы и распределении финансирования между странами-участниками этой конвенции не были завершены).
Так как в сезон дождей грунтовые дороги становились малопригодными для транспортировки грузов, во время американской оккупации Никарагуа морская пехота США начала использовать для доставки грузов в гарнизоны во внутренних районах страны сельскохозяйственные гусеничные тракторы с прицепами.
После начала Второй мировой войны военно-политическое руководство США обеспокоилось вопросами переброски войск к Панамскому каналу, после японской атаки на Перл-Харбор в декабре 1941 года и вступления США в войну Никарагуа было предложено расширить транспортную сеть.
В 1950-е годы дорожная сеть в стране была слаборазвита, протяжённость шоссейных дорог была невелика.
В 1960 году общая протяжённость автомобильных дорог страны составляла около 4 тыс. км.
В 1972 году общая протяжённость автомобильных дорог составляла 13 тыс. км (из них 1,3 тыс. км составляли дороги с твёрдым покрытием).
В декабре 1972 года мощное землетрясение частично разрушило столицу страны. Часть иностранной помощи, выделенной на восстановление города, диктатор А. Сомоса израсходовал, разместив заказы на принадлежавших ему цементном заводе и фабрике бетонных блоков — в результате, асфальтовое покрытие на улицах Манагуа заменили на бетонные блоки.
В 1975 году общая протяжённость автомобильных дорог составляла 12,5 тыс. км (из них 1,6 тыс. км составляли дороги с твёрдым покрытием), автотранспорту принадлежала ведущая роль в грузообороте страны.
После Сандинистской революции 1979 года началось расширение и улучшение дорожной сети (особенно в северных и восточных районах, ранее практически изолированных от остальной части страны). Поскольку после окончания боевых действий хозяйственная деятельность оказалась дезорганизована, для трудоустройства безработных правительство организовало ремонтно-восстановительные и строительные работы (одним из главных направлений деятельности созданных строительных отрядов стали ремонт и строительство дорог).
При помощи кубинских строителей в 1980 году началась постройка дороги Тума — Васлала — Тиуна (после окончания постройки объединившее тихоокеанское и атлантическое побережье страны).
Однако в результате действий «контрас» началось минирование дорог, значительное количество объектов транспортной инфраструктуры было повреждено или разрушено. Положение на транспорте осложнила введённая США экономическая блокада Никарагуа.
Только в 1983—1985 годах «контрас» были убиты свыше 200 дорожных рабочих, инженеров и технических специалистов, повреждено и уничтожено значительное количество автомобильной и дорожно-строительной техники.
В 1985 году общая протяжённость автомобильных дорог составляла 25 тыс. км (из них 4408 км составляли дороги с твёрдым покрытием).
В октябре 1987 года до 2500 «контрас» предприняли попытку перерезать стратегическое шоссе, соединяющее Атлантическое и Тихоокеанское побережье страны. Одновременно были атакованы мост через реку Льваго, город Санто Томас, городки Ла Гатеада, Муэье де лос Буэьес и Ла Батеа. Непрерывные бои продолжались в течение трёх дней, но мост уничтожен не был.
В 1988 году общая протяжённость автомобильных дорог составляла 25 тыс. км (из них 14,4 тыс. км составляли дороги с твёрдым покрытием).
В октябре 1988 года ураган «Джоан» разрушил юго-восточную и центральную часть страны и размыл часть автомобильных дорог. В устранении последствий принимали участие армейские подразделения СНА. 
25 февраля 1990 года президентом страны стала Виолета Барриос де Чаморро, при поддержке США начавшая политику неолиберальных реформ, в результате которых в стране начался экономический кризис, сопровождавшийся деиндустриализацией.
1 сентября 1992 года в районе Тихоокеанского побережья Никарагуа произошло сильное подводное землетрясение (свыше 6,5 баллов по шкале Рихтера), сопровождавшееся возникновением приливной волны и временным затоплением прибрежных участков местности. В результате имело место разрушение и повреждение зданий и участков дорог в городах Коринто и Сан-Хуан-дель-Сур (а также в других прибрежных районах департаментов Чинандега и Леон).
В 1993 году общая протяжённость автомобильных дорог составляла 25 тыс. км (из них 14,4 тыс. км составляли дороги с твёрдым покрытием), к концу 1995 года — сократилась до 17,1 тыс. км. Наиболее важными автодорогами в это время являлись проходивший через территорию страны 410-километровый участок Панамериканского шоссе и автодорога от Манагуа к Пуэрто-Кабесас.
В октябре 1998 года ураган «Митч» нанёс значительный ущерб экономике страны (в том числе, дорожному хозяйству), но в дальнейшем началось восстановление повреждённых дорог и объектов транспортной инфраструктуры при участии армейских подразделений. В 2000 году протяжённость автомобильных дорог составляла 19 032 км (из них 2093 км с твёрдым покрытием).
С целью расширения туристической инфраструктуры были обустроены «кофейный путь» на севере страны (в департаментах Матагальпа и Хинотега, позволяющий туристам посетить кофейные плантации) и «табачный путь» (в департаментах Халапа и Эстели), но в целом, государственные программы строительства и ремонта дорог были свёрнуты.
После победы СФНО на выборах 5 ноября 2006 года, армейские части были задействованы в устранении последствий урагана "Бета" 2005 года и урагана "Феликс" в сентябре 2007 года (в общей сложности, в 2006-2009 гг. военнослужащими было построено 151 км дорог и отремонтировано ещё 77 км дорог). 
В 2009 году общая протяжённость автомобильных дорог составляла 19,1 тыс. км (из них 2 тыс. км составляли дороги с твёрдым покрытием).
В 2012 году при помощи МЧС РФ в составе вооружённых сил Никарагуа было создано инженерное подразделение "Destacamento de Máquinas Ingenieras “Mayor de Ingeniería Gerónimo Adrián Rivas López” del Cuerpo de Ingenieros", получившее новую автомобильную и инженерную технику (несколько самосвалов "КАМАЗ", один грузовик "International", два экскаватора "Caterpillar", погрузчик "Komatsu", два бульдозера, самоходный грейдер и др.), задачей которого является ремонт автомобильных дорог страны.
30 августа 2014 года в департаменте Рио-Сан-Хуан на границе между Никарагуа и Коста-Рикой было завершено строительство нового моста «Puente Santa Fe» длиной 362 метра. Мост был построен при финансовой помощи Японского агентства международного сотрудничества.
18 апреля 2018 года в Никарагуа начались антиправительственные волнения, перешедшие в массовые беспорядки, продолжавшиеся до ноября 2018 года. По официальным данным правительства Никарагуа, общий ущерб составил свыше 960 млн долларов, были повреждены 252 здания, разрушены 209 км улиц и автодорог.
В ноябре 2020 года ураганы «Эта» и «Йота» (и вызванные ими наводнения и оползни) привели к повреждениям и разрушениям ряда участков дорожной сети Никарагуа.

## Современное состояние
Личный состав и техника вооружённых сил Никарагуа принимают участие в ремонте и строительстве дорог и устранении последствий стихийных бедствий.